# كأس البرتغال 2003–04
كأس البرتغال 2003–04 (بالبرتغالية: Taça de Portugal de 2003–04‏) هو موسم من كأس البرتغال. كان عدد الأندية المشاركة فيه 228، وفاز فيه نادي بنفيكا.